# По ту сторону рассвета
«По ту сторону рассвета» — дилогия Ольги Брилёвой в жанре фэнтези, опубликованная под псевдонимом «Берен Белгарион». Книга в форме приключенческого романа рассказывает вариант истории Берена и Лютиэн, персонажей «Сильмариллиона» Джона Р. Р. Толкина. Книга была впервые издана в 2003 году издательством Эксмо в серии «Летописи Средиземья» вместе с «Последним Кольценосцем» Кирилла Еськова.
Дилогия состоит из романов «Тени Сумерек» и «Воин Надежды».
Сюжет дилогии, следуя основным событиям «Лэ о Лэйтиан», тем не менее, значительно отличается от канонической версии. Средиземье в «ПТСР» предстаёт реалистичным и жестоким средневековым миром, а сторонники Саурона — такими же людьми, как их светлые противники. В сюжете также есть отсылка к «Чёрной книге Арды», которую персонажи находят у убитых врагов. Тем не менее, в отличие от «Последнего кольценосца» и «Чёрной книги Арды», произведение не «переворачивает» канон, симпатии автора находятся на той же стороне, что и у Толкина. 
В книге использованы стихи бардов и рок-групп, посвящённые персонажам и сюжетам Толкина, в частности Blind Guardian (в переводе Брилёвой).

## Сюжет

### Тени Сумерек
Книга начинается со вступительного слова «переводчика». Ольга Брилёва рассказывает историю написания книги Береном Белгарионом, пилотом звездолёта «Helya Maiwin». Согласно ей, «По ту сторону рассвета» написал Берен, а она лишь перевела книгу с вестрона на русский.
Главного героя самого произведения также зовут Берен. Он — беглец из горной страны Дортонион, захваченной армией валы-отступника Моргота. Берен — последний из княжеского рода Беорингов. Едва пережив переход через горы Эред Горгорат, он чудом попадает в королевство эльфов Дориат, закрытое от смертных волшебной завесой Мелиан. Берена находит Лютиэн, дочь короля. С помощью осанвэ она возвращает Берену память. Берен вспоминает причину своего побега: Саурон, военачальник Моргота, через год планирует войну против северной страны Хитлум. Берен и Лютиэн полюбили друг друга, но Тингол, отец Лютиэн и король Дориата, пытается помешать их браку. Он требует от Берена свадебный выкуп — Сильмарилл, драгоценный камень из короны Моргота.
Согласившись принести Тинголу Сильмарилл, Берен становится врагом эльфов дома Феанора. Это мешает ему создать союз людей и эльфов против Моргота. Феаноринги поднимают мятеж против Финрода, сюзерена Берена. Всё же Финрод помогает Берену заключить союз с Хитлумом, гномами и беженцами-беорингами из Бретиля и Химринга. После этого Берен отправляется в оккупированный Дортонион с целью поднять мятеж в тылу Саурона. Финрод с десятью верными подданными идёт с ним, но, к несчастью, все они попадают в плен к Саурону на остров Тол-ин-Гаурхот. Однако незадолго до пленения Финрод накладывает на Берена заклинание ложной памяти, после чего тот соглашается служить Саурону один год взамен за жизнь Финрода и других эльфов.
Много внимания в книге уделено обсуждению этических вопросов между мудрым Финродом и Береном, между Береном и его пятнадцатилетним оруженосцем, вчерашним крестьянином Гили, а также между Гили и молодым эльфом Айменелем. Используются материалы из малоизвестных произведений и статей Толкина («Беседа Финрода с Андрет», «Осанвэ квента»). Детально описана культура различных народов Белерианда, а также важные для «Сильмариллиона» персонажи (братья Хурин и Хуор, лорд Маэдрос, Галадриэль и многие другие).
В конце книги Берен оказывается в компании рыцарей Аст-Ахэ (приверженцев позиции «Чёрной книги Арды»), ведёт с ними остроумные споры, выдерживает психологическое давление, а между делом поддразнивает слабо утверждённую в вере в Мелькора малолетнюю ученицу «тёмных» Дайэрет. Тем временем, Лютиэн против воли отца покидает Дориат и попадает в плен к феанорингам в бывших владениях Финрода — Нарготронде.

### Воин Надежды
Оруженосец Берена Гили отправляется в Дортонион и, найдя Берена, особой песней возвращает ему заблокированную Финродом память о готовящемся союзе против Саурона. Рискуя жизнью Финрода, Берен поднимает восстание, преграждает путь оркам из Лотланна, освобождает рабов-беорингов и становится на пути армии Саурона, идущей к Тол-ин-Гаурхот. В битве с войсками Мелькора Берен побеждает в поединке своих злейших врагов — орка Болдога и капитана рыцарей Аст-Ахэ полуэльфа Илльо.
Тем временем Лютиэн с помощью разумного валинорского пса Хуана сбегает из Нарготронда. Феаноринги отправляются в погоню за ней.
Берен пытается спасти Финрода, переодев своих людей в доспехи воинов Аст-Ахэ. По роковой ошибке феаноринги принимают Дайэрет за Лютиэн и убивают многих из отряда Берена. Изрядно потрёпанному отряду даже с поддержкой феанорингов не удаётся захватить Тол-ин-Гаурхот. Берен живым попадает в руки Саурона. Тот же, видя полную бесперспективность пытками заставить Берена или Финрода открыть ему секрет защиты от осанвэ, замуровывает Берена и эльфов в подземелье Тол-ин-Гаурхот, где их по одному заживо съедает волчица Драуглин. Финроду удаётся убить Драуглин и ценой своей жизни спасти Берена. В это же время Тол-ин-Гаурхот берут штурмом люди и эльфы Хитлума под предводительством Хурина и Артанора. Лютиэн и Хуан, участвовавшие в осаде, побеждают Саурона в магическом поединке.
После долгих душевных поисков, вызванных смертью Финрода, Берен отрекается от титула ярна Дортониона и отправляется в Ангбанд — цитадель Моргота. Лютиэн догоняет его и они вдвоём предстают перед Тёмным Владыкой. Моргот, чтобы не разрушать образ доброго Учителя, беседует с ними наедине. Этим искусно пользуется Лютиэн — она усыпляет Моргота, а Берен вырезает из его короны один из Сильмариллов. Покидая Ангбанд, они натыкаются на Кархарота, сильнейшего из волков Моргота. Кархарот откусывает Берену руку вместе с Сильмариллом и, терзаемый огнём Камня, в ужасе и ярости убегает от ворот Ангбанда. Орёл Манвэ спасает Берена и Лютиэн и возвращает их в Дортонион. Признавая его подвиги, нынешний ярн Дортониона, феаноринги и в конце концов сам король Тингол отказываются от преследования Берена.
В это время Кархарот, сжигаемый изнутри пламенем Сильмарилла, добирается до Дориата, где живут Берен и Лютиэн. Берен участвует в охоте на волка и погибает. Лютиэн по своей воле отправляется за ним в Мандос — Чертоги Мёртвых. По решению Валар Берен и Лютиэн возвращаются к жизни как Смертные.
Эпилог рассказывается от лица Диора, сына Берена и Лютиэн. Он вспоминает, как к нему попал Сильмарилл, который сейчас хотят отобрать феаноринги: Тингол был убит гномами, а те — остановлены энтами и Береном. Берен же и Лютиэн однажды просто исчезли. Их души покинули Арду, унеся с собой материальные тела, как и предсказывал Финрод в беседе с Андрет…